# Campionati africani di ginnastica artistica 2018
I Campionati africani di ginnastica artistica 2018 sono stati la XIV edizione della manifestazione continentale di ginnastica artistica organizzata dall'Unione africana di Ginnastica. Si sono svolti dal 6 al 14 maggio 2018 presso il The Dome di Swakopmund, in Namibia.
Alla competizione hanno partecipano un totale di 80 atleti provenienti da 7 paesi: 39 per nella categoria senior (20 donne, 19 uomini) e 41 nella junior (22 ragazze, 19 ragazzi).
I ginnasti maschi hanno gareggiato in sei attrezzi: anelli, cavallo con maniglie, sbarra, parallele simmetriche, volteggio e corpo libero. Le ginnaste hanno concorso in quattro attrezzi: parallele asimmetriche, trave, volteggio e corpo libero.
L'Egitto ha prevalso nelle competizioni, con 6 titoli e 20 medaglie nelle nei seniot e 10 titoli e 21 medaglie nei junior.

## Campionati senior

### Podi

#### Uomini
| Evento                | Oro                                                                                    | Punti | Argento                                                                          | Punti | Bronzo | Punti |
| Concorso a squadre    | Algeria Hillal Metidji Mohamed Aouicha Naimi Mechkour Ahmed Anis Maoudj Mohamed Reghib |       | Egitto Omar Mohamed Ahmed Elmaraghy Ahmed Abdelrahman Mohamed Moubark Ali Zahran |       | Camerun Zomo Gpandinga Samuel Paulson Djider Chris Sylvain Djoufack Ngoma Hubert Evard Mvondo Franck Max Monti |       |
| Concorso individuale  | Egitto Omar Mohamed                                                                    |       | Algeria Hillal Metidji                                                           |       | Egitto Ahmed Elmaraghy                                                                                         |       |
| Anelli                | Egitto Ali Zahran                                                                      |       | Egitto Ahmed Elmaraghy                                                           |       | Algeria Hillal Metidji                                                                                         |       |
| Cavallo con maniglie  | Algeria Mohamed Aouicha                                                                |       | Tunisia Wissem Harzi                                                             |       | Algeria Hillal Metidji                                                                                         |       |
| Sbarra                | Algeria Mohamed Reghib                                                                 |       | Egitto Ahmed Elmaraghy                                                           |       | Algeria Mohamed Aouicha                                                                                        |       |
| Parallele simmetriche | Algeria Hillal Metidji                                                                 |       | Algeria Naimi Mechkour                                                           |       | Egitto Omar Mohamed                                                                                            |       |
| Volteggio             | Tunisia Mohaled Aziz Trabelsi                                                          |       | Egitto Omar Mohamed                                                              |       | Egitto Ahmed Elmaraghy                                                                                         |       |
| Corpo libero          | Egitto Omar Mohamed                                                                    |       | Algeria Ahmed Anis Maoudj                                                        |       | Algeria Naimi Mechkour                                                                                         |       |

### Donne
| Evento                 | Oro                                                      | Punti | Argento                                                                                   | Punti | Bronzo                                                            | Punti |
| Concorso a squadre     | Egitto Farah Hussein Farah Salem Nancy Taman Hana Kassem |       | Sudafrica Angela Maguire Caitlyn Kelly Gabriella Murray Lukisha Schalk Caitlin Rooskrantz |       | Algeria Chama Temmami Lahna Salem Fatima Mokhtari Zineb Mama Ayad |       |
| Concorso individuale   | Egitto Farah Hussein                                     |       | Egitto Farah Salem                                                                        |       | Egitto Nancy Taman                                                |       |
| Parallele asimmetriche | Sudafrica Caitlin Rooskrantz                             |       | Egitto Farah Hussein                                                                      |       | Sudafrica Caitlyn Kelly                                           |       |
| Trave                  | Sudafrica Lukisha Schalk                                 |       | Egitto Farah Salem                                                                        |       | Egitto Hana Kassem                                                |       |
| Volteggio              | Egitto Nancy Taman                                       |       | Egitto Farah Hussein                                                                      |       | Sudafrica Gabriela Murray                                         |       |
| Corpo libero           | Sudafrica Gabriela Murray                                |       | Sudafrica Lukisha Schalk                                                                  |       | Egitto Nancy Taman                                                |       |

### Medagliere
| Pos.   | Paese     | Oro | Argento | Bronzo | Totale |
| ------ | --------- | --- | ------- | ------ | ------ |
| 1      | Egitto    | 6   | 8       | 6      | 20     |
| 2      | Algeria   | 4   | 3       | 5      | 12     |
| 3      | Sudafrica | 3   | 2       | 2      | 7      |
| 4      | Tunisia   | 1   | 1       | 0      | 2      |
| 5      | Camerun   | 0   | 0       | 1      | 1      |
| 6      | Angola    | 0   | 0       | 0      | 0      |
| 6      | Namibia   | 0   | 0       | 0      | 0      |
| Totale | Totale    | 14  | 14      | 14     | 42     |

## Campionati junior

### Ragazzi
| Evento                | Oro                                                                                   | Punti | Argento                                                         | Punti | Bronzo                                                                           | Punti |
| Concorso a squadre    | Egitto Abdelrahman Abdelhaleem Mohamed Afify Omar Elshobki Zaid Khater Mohamed Moussa |       | Sudafrica Riccardo Colandrea Andrew Flynn Luke James Ruan Lange |       | Algeria Abdennour Aissa Abdelkader Boukhatem Hmida Djaber Abderrahmane Ouchfoune |       |
| Concorso individuale  | Egitto Mohamed Afify                                                                  |       | Egitto Zaid Khater                                              |       | Sudafrica Ruan Lange                                                             |       |
| Anelli                | Egitto Mohamed Afify                                                                  |       | Egitto Zaid Khater                                              |       | Sudafrica Ruan Lange                                                             |       |
| Cavallo con maniglie  | Egitto Mohamed Afify                                                                  |       | Egitto Abdelrahman Abdelhaleem                                  |       | Algeria Abderrahmane Ouchfoune                                                   |       |
| Sbarra                | Egitto Mohamed Afify                                                                  |       | Sudafrica Ruan Lange                                            |       | Sudafrica Luke James                                                             |       |
| Parallele simmetriche | Egitto Mohamed Afify                                                                  |       | Egitto Zaid Khater                                              |       | Algeria Abdennour Aissa                                                          |       |
| Volteggio             | Namibia Emile Pitt                                                                    |       | Egitto Mohamed Moussa                                           |       | Sudafrica Andrew Flynn                                                           |       |
| Corpo libero          | Egitto Abdelrahman Abdelhaleem                                                        |       | Egitto Zaid Khater                                              |       | Sudafrica Luke James                                                             |       |

### Ragazze
| Evento                 | Oro                                                                        | Punti | Argento                                                                    | Punti | Bronzo                                                        | Punti |
| Concorso a squadre     | Egitto Jana Aboelhasan Nagham Gohar Samaa Gohar Zeina Ibrahim Jana Mahmoud |       | Sudafrica Erin Bell Lisa Conradie Zelme Daries Zoe Julies Nkazimio Matyolo |       | Algeria Miriam Hamenni Sihem Hamidi Lylia Menasria Sofia Nair |       |
| Concorso individuale   | Egitto Jana Elsayed                                                        |       | Sudafrica Lisa Conradie                                                    |       | Egitto Zeina Ibrahim                                          |       |
| Parallele asimmetriche | Sudafrica Lisa Conradie                                                    |       | Egitto Jana Mahmoud                                                        |       | Egitto Zeina Ibrahim                                          |       |
| Trave                  | Sudafrica Lisa Conradie                                                    |       | Egitto Jana Elsayed                                                        |       | Algeria Sofia Nair                                            |       |
| Volteggio              | Algeria Lylia Menasria                                                     |       | Egitto Jana Mahmoud                                                        |       | Sudafrica Lisa Conradie                                       |       |
| Corpo libero           | Egitto Jana Aboelhasan                                                     |       | Sudafrica Lisa Conradie                                                    |       | Tunisia Malek Sakr                                            |       |

### Medagliere
| Pos.   | Paese     | Oro | Argento | Bronzo | Totale |
| ------ | --------- | --- | ------- | ------ | ------ |
| 1      | Egitto    | 10  | 9       | 2      | 21     |
| 2      | Sudafrica | 2   | 5       | 6      | 13     |
| 3      | Algeria   | 1   | 0       | 5      | 6      |
| 4      | Namibia   | 1   | 0       | 0      | 1      |
| 5      | Tunisia   | 0   | 0       | 1      | 1      |
| 6      | Angola    | 0   | 0       | 0      | 0      |
| Totale | Totale    | 14  | 14      | 14     | 42     |